# Ornithomimoides
 Ornithomimoides  (“imitador de Ornithomimus”) es un género dudoso representado por 2 especies de dinosaurios terópodos abelisáuridos, que vivieron a finales del período Cretácico, hace aproximadamente 70 millones de años, en el Maastrichtiense en lo que es hoy el subcontinente indio. Encontrado en la Formación Lameta, cerca de Jabalpur, Estado de Madhya Pradesh, India. Dos especies identificadas, ambas conocidas por vértebras separadas, Ornithomimoides barasimlensis es conocida por 5 vértebras, Novas et al. en 2004 determinaron que las vértebras eran caudales proximales, no dorsales como sugirieron Huene y Matley en 1933 y Ornithomimoides mobilis por cuatro pequeñas vértebras, Novas et al. en 2004 determinaron que las vértebras eran caudales proximales, no dorsales como sugirieron Huene y Matley en 1933, encontradas en la misma locación. Las vértebras son esencialmente similares a Majungasaurus. En un principio se lo identificó como un carnosaurio emparentado a los alosáuridos, pero más probablemente sea un abelisáurido de pequeño tamaño, llegando a medir alrededor de 2 metros de largo.